# 升马唐
升马唐（学名：Digitaria ciliaris）为禾本科马唐属下的一个种。升马唐据信起源于亚洲，但已遍布热带地區以及许多温带地区。这种植物被一些国家（例如中国、墨西哥和美国）认为是一种入侵物种。

## 扩展阅读
- 維基物種上的相關：升马唐

1. ↑  .   [2022-01-29]. （原始内容存档于2022-01-20）.